# Ischnotarsia decorsei
Ischnotarsia decorsei är en skalbaggsart som beskrevs av Olsoufieff 1940. Ischnotarsia decorsei ingår i släktet Ischnotarsia och familjen Cetoniidae. Inga underarter finns listade i Catalogue of Life.